# From Elvis in Memphis
Az 1969-es From Elvis in Memphis Elvis Presley nagylemeze. A felvételek 1969. január 13–16., 20–23. és február 17–22. között zajlottak. A Billboard 200 listán a 13. helyet szerezte meg, és aranylemez lett. 2003-ban a Rolling Stone magazin Minden idők 500 legjobb albuma listán a 190. lett. Szerepel az 1001 lemez, amit hallanod kell, mielőtt meghalsz című könyvben.

## Az album dalai
| 1. | Wearin' That Loved On Look                                 | Dallas Frazier és A.L. Owens                | 2:46 |
| 2. | Only the Strong Survive                                    | Jerry Butler, Kenny Gamble, Leon Huff       | 2:42 |
| 3. | I'll Hold You in My Heart (Till I Can Hold You in My Arms) | Eddy Arnold, Thomas Dilbeck, Vaughan Horton | 4:34 |
| 4. | Long Black Limousine                                       | Bobby George és Vern Stovall                | 3:38 |
| 5. | It Keeps Right On A-Hurtin'                                | Johnny Tillotson                            | 2:36 |
| 6. | I'm Movin' On                                              | Hank Snow                                   | 2:43 |

| 1. | Power of My Love                   | Bernie Baum, Bill Giant, Florence Kaye | 2:36 |
| 2. | Gentle on My Mind                  | John Hartford                          | 3:21 |
| 3. | After Loving You                   | Janet Lantz és Eddie Miller            | 3:05 |
| 4. | True Love Travels on a Gravel Road | Dallas Frazier és A.L. Owens           | 2:38 |
| 5. | Any Day Now                        | Burt Bacharach és Bob Hilliard         | 2:59 |
| 6. | In the Ghetto                      | Mac Davis                              | 2:45 |

## Közreműködők
- Elvis Presley – ének, gitár, zongora
- Ed Kollis – szájharmonika
- John Hughey – pedal steel gitár az In the Ghetto-n
- Reggie Young, Dan Penn – elektromos gitár
- Bobby Wood – zongora
- Bobby Emmons – orgona
- Tommy Cogbill, Mike Leech – basszusgitár
- Gene Chrisman – dobok

- Wayne Jackson, Dick Steff, R.F. Taylor – trombita
- Ed Logan, Jack Hale, Gerald Richardson – harsona
- Tony Cason, Joe D'Gerolamo – kürt
- Andrew Love, Jackie Thomas, Glen Spreen, J.P. Luper – szaxofon
- Joe Babcock, Dolores Edgin, Mary Greene, Charlie Hodge, Ginger Holladay, Mary Holladay, Millie Kirkham, Ronnie Milsap, Sonja Montgomery, June Page, Susan Pilkington, Sandy Posey, Donna Thatcher, Hurschel Wiginton – háttérvokál